# K2-65
K2-65, EPIC 206144956 — одиночная звезда в созвездии Водолея на расстоянии приблизительно 206 световых лет (около 63,1 парсек) от Солнца. Видимая звёздная величина звезды — +10,689m.
Вокруг звезды обращается, как минимум, одна планета.

## Характеристики
K2-65 — оранжевый карлик спектрального класса K2V. Масса — около 0,87 солнечной, радиус — около 0,84 солнечного. Эффективная температура — около 4882 К.

## Планетная система
В 2016 году командой астрономов, работающих с фотометрическими данными в рамках проекта Kepler K2, было объявлено об открытии планеты K2-65 b.